# IC 2437
IC 2437 је елиптична галаксија у сазвјежђу Хидра која се налази на листи објеката дубоког неба у Индекс каталогу.
Деклинација објекта је - 19° 12' 26" а ректасцензија 9h 5m 33,1s. Привидна величина (магнитуда) објекта IC 2437 износи 12,9 а фотографска магнитуда 13,9. IC 2437 је још познат и под ознакама ESO 564-21, MCG -3-23-20, NPM1G -19.0276, PGC 25518.